# Leptogaster biannulata
Leptogaster biannulata là một loài ruồi trong họ Asilidae. Leptogaster biannulata được Martin miêu tả năm 1964. Loài này phân bố ở vùng nhiệt đới châu Phi.